# Baroka FC
Baroka FC este un club de fotbal profesionist din Africa de Sud, din Ga-Mphahlele, în apropiere de Polokwane, Limpopo, care activează în prezent în Premier Soccer League - primul nivel al sistemului ligii de fotbal din Africa de Sud.

## Palmares
| Național | Competiții  | Cea mai bună clasare | Sezoane          |
| -------- | ----------- | -------------------- | ---------------- |
| Național | A doua ligă | Campioni             | 2016             |
| Național | Cupa 1      | Semifinale :         | 2011, 2016, 2020 |
| Național | Cupa Ligii  | Campioni             | 2018             |